# Lotta greca

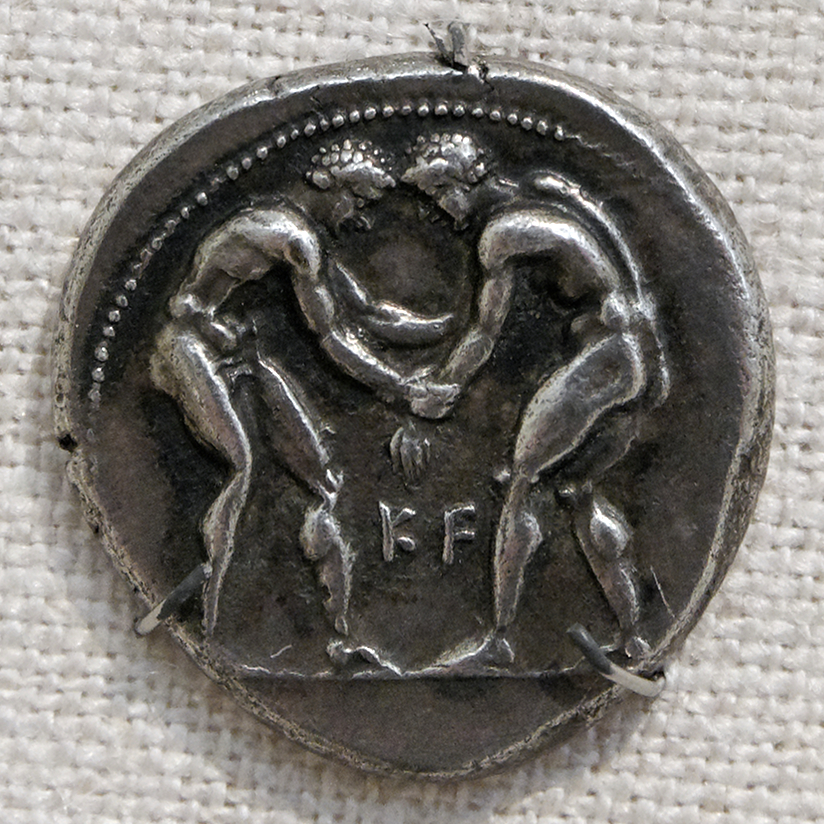
Lottatori su una tetradracma di argento di Aspendos, Pamfilia (400-374 a.C.)

La lotta greca (in greco antico: πάλη?, pálē) fu il più popolare sport organizzato dell'antica Grecia. Veniva assegnato un punto quando un lottatore toccava terra con la schiena, l'anca, la spalla, o era costretto a lasciare la zona di lotta. Erano necessari tre punti per vincere la partita.
Una posizione particolarmente importante in questa forma di lotta era quella in cui uno dei concorrenti giaceva sul ventre con l'altro sulla sua schiena che cercava di strangolarlo. L'atleta che stava sotto doveva cercare di afferrare un braccio di quello che gli stava sopra e cercare di farlo girare sulla schiena mentre l'atleta che era sopra doveva cercare di completare il soffocamento senza essere schienato dall'avversario.

## Ruolo nei giochi olimpici antichi
La lotta fu il primo concorso aggiunto ai Giochi olimpici che non era una gara podistica. Venne aggiunto nel 708 a.C.. Le gare si svolgevano secondo un torneo ad eliminazione fino a quando un lottatore veniva incoronato vincitore. L'area di lotta era un pletro quadro. Questo evento faceva parte del pentathlon. La lotta era considerata come la migliore espressione di forza di tutte le gare ed era rappresentata, nella mitologia greca, da Ercole.

## Famosi lottatori dell'antichità
Milone di Crotone fu uno dei più famosi lottatori dell'antichità. In una serie di giochi, nessuno osò sfidarlo, ma mentre camminava sulla skamma (zona di lotta) scivolò e cadde a terra venendo contestato dalla folla che sosteneva che non doveva essere incoronato perché era caduto. Egli sostenne che doveva essere incoronato perché era caduto solo una volta, mentre le regole richiedevano che cadesse almeno tre volte. Leontisco di Messene fu anch'egli un campione famoso. Non era noto per le sue buone capacità di lotta, ma per le sue doti di flessione delle dita superiori alla norma. Egli era in grado di piegare l'avversario fino al punto di squalifica e vinse due campionati con questa tecnica.

## Regole
Queste erano le regole del Palé:

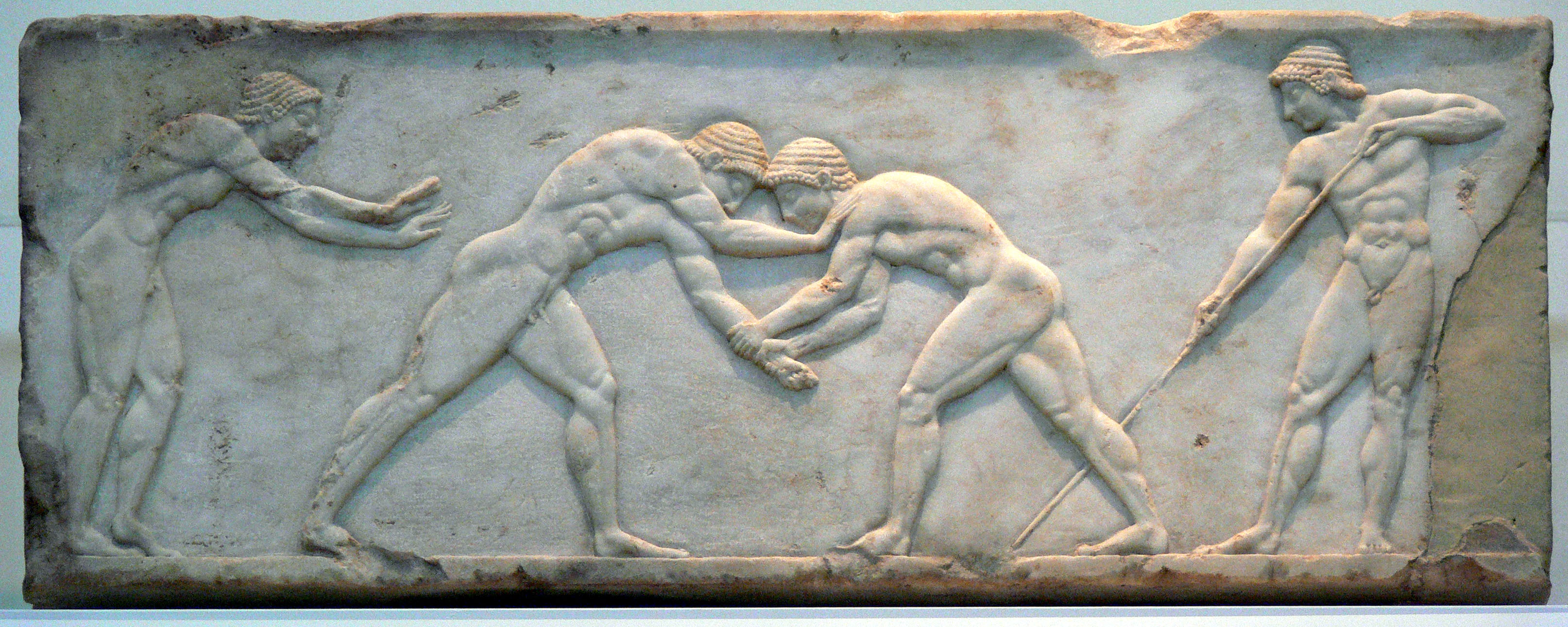
Stele funeraria altorilievo (510–500 a.C.) con scena di lotta

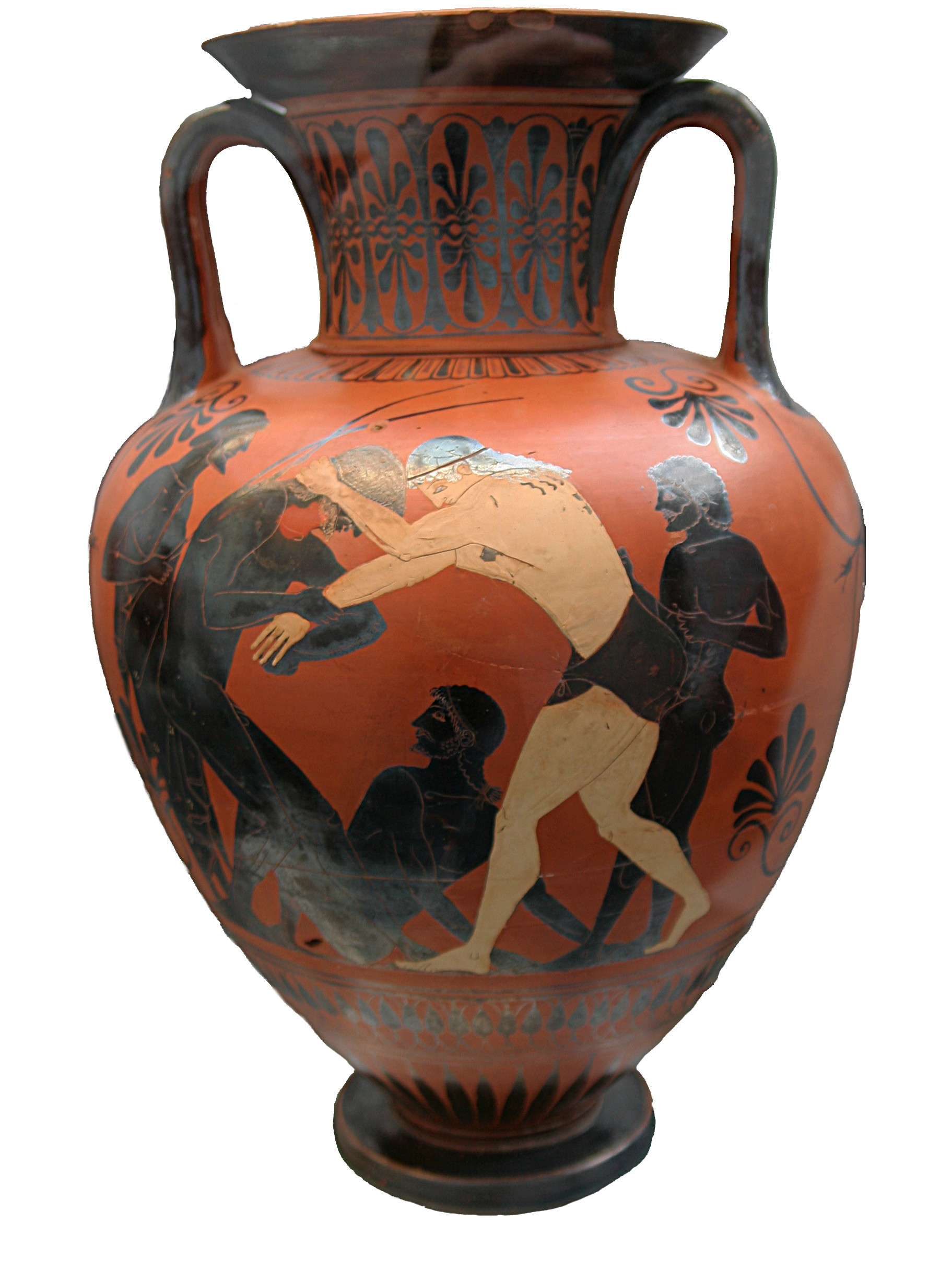
Peleo lotta contro Atalanta (Pittore di Monaco, anfora attica a figure nere, 500–490 a.C.)

- Non colpire o scalciare intenzionalmente
- Non ficcare le dita negli occhi o mordere, dal momento che anche nel pancrazio non erano azioni consentite
- Era lasciata al giudizio dell'arbitro l'interpretazione se il torcere le dita era intenzionale per costringere l'avversario alla sconfitta
- Era proibita la presa ai genitali
- Tutte le altre prese destinate a convincere l'avversario a concedere la sconfitta a causa del dolore o della paura, erano consentite e parte integrante del concorso
- Le infrazioni venivano punite con frustate date immediatamente dall'arbitro fino a quando il comportamento indesiderato non veniva arrestato
- Erano necessari tre punti per vincere l'incontro
- Un punto veniva assegnato per ognuna delle seguenti mosse:
  1. schienata dell'avversario
  2. per accusa dell'avversario che ammetteva la sconfitta attraverso il dolore o la paura
  3. quando l'avversario entrava in contatto con il terreno al di fuori della zona di combattimento con qualsiasi parte del corpo, o quando veniva sollevato e trasportato fuori
- Dopo aver segnato un punto, all'avversario doveva essere dato il tempo di rimettersi in piedi e pochi istanti dopo poteva continuare la lotta
- L'incontro iniziava e terminava all'ordine dell'arbitro
- L'arbitro poteva interrompere in qualsiasi momento la partita se riteneva che era stato segnato un punto, anche se i concorrenti avevano continuato a lottare ignari del fatto che il punto era stato segnato
- L'arbitro o altri funzionari incaricati del concorso, se presenti, avevano il compito di risolvere le controversie fra i concorrenti, e la loro decisione era definitiva
- Il campo di gara era costituito da un quadrato di 28.5 x 28.5 metri (un pletro: 100 piedi greci, la larghezza tipica di una pista di corsa), o qualsiasi altro formato determinato dagli organizzatori dei giochi, ed era di sabbia o terra
- I concorrenti dovevano iniziare la partita al centro della zona di lotta a terra non a contatto fra di loro, la distanza precisa era a discrezione del direttore di gara
- Tutti gli altri dettagli più specifici erano lasciati a discrezione dei funzionari che presiedevano i giochi